# Boecillo
Boecillo és un municipi de la província de Valladolid, a la comunitat autònoma de Castella i Lleó.

## Demografia
| 1991 | 1996 | 2001 | 2004 | 2007 |
| ---- | ---- | ---- | ---- | ---- |
| 910  | 1242 | 1852 | 2327 | 2999 |

## Personatges il·lustres
- Germán Gamazo y Calvo, diputat i ministre.